# Bosque caducifolio de Anatolia central
El bosque caducifolio de Anatolia central es una ecorregión de la ecozona paleártica, definida por WWF, que se extiende por el centro de Turquía.

## Descripción
Es una ecorregión de bosque templado de frondosas que ocupa 101.400 kilómetros cuadrados en la meseta central de Turquía.

## Estado de conservación
Vulnerable.